# 北松浦郡

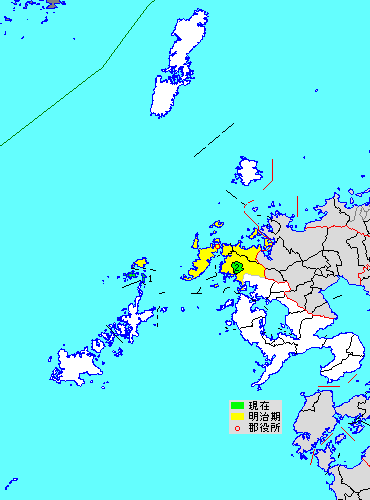
長崎県北松浦郡の位置（1.小値賀町 2.佐々町）

北松浦郡（きたまつうらぐん）は、長崎県の郡。長崎県内では所在・管轄する地域を示す郡名の略称として北松（ほくしょう）とも呼ばれる。
人口15,730人、面積57.76km²、人口密度272人/km²。（2025年4月1日、推計人口）
以下の2町を含む。
- 小値賀町（おぢかちょう）
- 佐々町（さざちょう）

## 郡域
1878年（明治11年）に行政区画として発足した当時の郡域は、上記2町のほか、下記の区域にあたる。
- 佐世保市の一部
  - 俵ヶ浦町、下船越町、船越町、鹿子前町、長坂町、母ヶ浦町、小野町、中里町、吉岡町、瀬戸越町、瀬戸越、松原町、矢峰町、小舟町、下宇戸町、里美町より北西および烏帽子町の一部
  - 高島町
  - 黒島町
  - 宇久町各町（宇久島・寺島）
- 平戸市・松浦市の全域

## 歴史

### 郡発足までの沿革
- 「旧高旧領取調帳」に記載されている明治初年時点での、松浦郡のうち後の本郡域の支配は以下の通り[1]。（1町49村）

| 知行   | 知行       | 村数     | 村名 |
| ------ | ---------- | -------- | --- |
| 幕府領 | 旗本領     | 2村      | 今福村（松浦氏）、神浦村（五島氏） |
| 藩領   | 肥前平戸藩 | 1町 46村 | 平戸城下、平戸村、中野村、紐差村、獅子村、宝亀村、中津良村、古田村、浦志々岐村、前津吉村、大島村、的山村、度島村、生属村、山田村、小手田村、田平村、下寺村、御厨村、大崎村、星鹿村、田代村、長坂村、鹿町村、猪調村、佐々村、市瀬村、吉田村、小佐々村、中里村、山口村、新田村、大野村、皆瀬村、柚木村、里美村、志佐村、高野村、調川村、横辺田村、世知原村、福井村、福島村、鷹島村、笛吹村、前方村、柳村 |
| 藩領   | 肥前福江藩 | 1村      | 平村 |

- 明治3年（1870年）9月 - 旗本領が長崎県の管轄となる。
- 明治4年
  - 7月14日（1871年8月29日） - 廃藩置県により、藩領が平戸県、福江県の管轄となる。それにともない平戸城下が平戸村に合併。（50村）
  - 11月14日（1871年12月25日） - 第1次府県統合により長崎県の管轄となる。

### 郡発足以降の沿革
- 明治11年（1878年）
  - 10月28日 - 郡区町村編制法の長崎県での施行により、松浦郡のうち平戸町ほか1町49村の区域に行政区画としての北松浦郡が発足。郡役所が平戸町に設置。
  - 平戸村の一部（旧・平戸城下）が分立して平戸町となる。（1町49村）
- 明治18年（1885年） - 前津吉村の一部（黒島）が分立して黒島村となる。（1町50村）

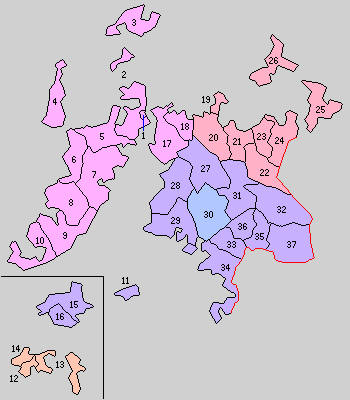
1.平戸町 2.平戸村 3.大島村 4.生月村 5.中野村 6.獅子村 7.紐差村 8.中津良村 9.津吉村 10.志々伎村 11.黒島村 12.笛吹村 13.前方村 14.柳村 15.平村 16.神浦村 17.南田平村 18.田平村 19.星鹿村 20.御厨村 21.志佐村 22.上志佐村 23.調川村 24.今福村 25.福島村 26.鷹島村 27.江迎村 28.鹿町村 29.小佐々村 30.佐々村 31.吉井村 32.世知原村 33.中里村 34.山口村 35.大野村 36.皆瀬村 37.柚木村〔紫：佐世保市 桃：平戸市 赤：松浦市 橙：小値賀町 青：佐々町(合併なし)〕

- 明治22年（1889年）4月1日 - 町村制の施行により、以下の町村が発足。［ ］は合併もしくは改称した村。（1町36村）
  - 平戸町、平戸村［平戸村・度島村］、大島村［大島村・的山村］、生月村［生属村・山田村］、中野村、獅子村、紐差村［紐差村・宝亀村］、中津良村、津吉村［古田村・前津吉村］、志々伎村［浦志々伎村］（現・平戸市）
  - 黒島村（現・佐世保市）
  - 笛吹村、前方村、柳村（現・小値賀町）
  - 平村、神浦村（現・佐世保市）
  - 南田平村［小手田村・下寺村］、田平村（現・平戸市）
  - 星鹿村、御厨村［御厨村・大崎村・田代村］、志佐村、上志佐村［高野村・横辺田村］、調川村、今福村、福島村、鷹島村（現・松浦市）
  - 江迎村［長坂村・猪調村］、鹿町村、小佐々村（現・佐世保市）
  - 佐々村［佐々村・市瀬村］（現・佐々町）
  - 吉井村［吉田村・福井村］、世知原村、中里村、山口村［山口村・新田村］、大野村、皆瀬村、柚木村［柚木村・里美村］（現・佐世保市）
- 明治30年（1897年）4月1日 - 郡制を施行。
- 大正10年（1921年）11月1日 - 志佐村が町制施行して志佐町となる。（2町35村）
- 大正12年（1923年）4月1日 - 郡会が廃止。郡役所は存続。
- 大正14年（1925年）4月1日 - 平戸町・平戸村が合併し、改めて平戸町が発足。（2町34村）
- 大正15年（1926年）
  - 4月1日 - 笛吹村・前方村・柳村が合併して小値賀村が発足。（2町32村）
  - 7月1日 - 郡役所が廃止。以降は地域区分名称となる。
- 昭和4年（1929年）4月1日 - 今福村が町制施行して今福町となる。（3町31村）
- 昭和5年（1930年）4月3日 - 山口村が町制施行・改称して相浦町となる。（4町30村）
- 昭和13年（1938年）4月1日 - 相浦町が佐世保市に編入。（3町30村）
- 昭和15年（1940年）
  - 2月11日（5町28村）
    - 小値賀村が町制施行して小値賀町となる。
    - 江迎村が町制施行して江迎町となる。

  - 4月17日（7町26村）
    - 大野村が町制施行して大野町となる。
    - 生月村が町制施行して生月町となる。

  - 11月3日 - 世知原村が町制施行して世知原町となる。（8町25村）
- 昭和16年（1941年）1月1日（10町22村）
  - 佐々村が町制施行して佐々町となる。
  - 星鹿村・御厨村が合併して新御厨町が発足。
- 昭和17年（1942年）5月27日 - 大野町・中里村・皆瀬村が佐世保市に編入。（9町20村）
- 昭和22年（1947年）10月1日 - 鹿町村が町制施行して鹿町町となる。（10町19村）
- 昭和24年（1949年）
  - 1月1日 - 調川村が町制施行して調川町となる。（11町18村）
  - 8月1日 - 平村が町制施行して平町となる。（12町17村）
- 昭和25年（1950年）5月3日 - 小佐々村が町制施行して小佐々町となる。（13町16村）
- 昭和26年（1951年）12月1日（15町14村）
  - 福島村が町制施行して福島町となる。
  - 吉井村が町制施行して吉井町となる。
- 昭和29年（1954年）4月1日（16町9村）
  - 南田平村・田平村が合併して田平町が発足。
  - 志佐町・上志佐村が合併し、改めて志佐町が発足。
  - 柚木村・黒島村が佐世保市に編入。
- 昭和30年（1955年）
  - 1月1日 - 平戸町・中野村・獅子村・紐差村・中津良村・津吉村・志々伎村が合併して平戸市が発足し、郡より離脱。（15町3村）
  - 3月31日 - 新御厨町・志佐町・調川町が合併して松浦市が発足し、郡より離脱。（12町3村）
  - 4月1日 - 平町・神浦村が合併して宇久町が発足。（12町2村）
  - 4月15日 - 今福町が松浦市に編入。（11町2村）
- 昭和33年（1958年）10月1日 - 鹿町町（ししまちちょう）が改称して鹿町町（しかまちちょう）となる。
- 昭和50年（1975年）1月1日 - 鷹島村が町制施行して鷹島町となる。（12町1村）
- 平成17年（2005年）
  - 4月1日 - 吉井町・世知原町が佐世保市に編入。（10町1村）
  - 10月1日 - 大島村・生月町・田平町が平戸市と合併し、改めて平戸市が発足、郡より離脱。（8町）
- 平成18年（2006年）
  - 1月1日 - 福島町・鷹島町が松浦市と合併し、改めて松浦市が発足、郡より離脱。（6町）
  - 3月31日 - 宇久町・小佐々町が佐世保市に編入。（4町）
- 平成22年（2010年）3月31日 - 江迎町・鹿町町が佐世保市に編入。（2町）

### 変遷表
| 明治22年以前         | 明治22年4月1日     | 明治22年 - 大正15年     | 昭和1年 - 昭和19年            | 昭和1年 - 昭和19年             | 昭和20年 - 昭和29年           | 昭和30年 - 昭和64年                       | 平成1年 - 現在                 | 現在     |
| -------------------- | ------------------ | ----------------------- | ----------------------------- | ------------------------------ | ----------------------------- | ----------------------------------------- | ------------------------------ | -------- |
| 平戸町               | 平戸町             | 大正14年4月1日 平戸町   | 平戸町                        | 平戸町                         | 平戸町                        | 昭和30年1月1日 平戸市                     | 平成17年10月1日 平戸市         | 平戸市   |
| 平戸村 度島村        | 平戸村             | 大正14年4月1日 平戸町   | 平戸町                        | 平戸町                         | 平戸町                        | 昭和30年1月1日 平戸市                     | 平成17年10月1日 平戸市         | 平戸市   |
| 中野村               | 中野村             | 中野村                  | 中野村                        | 中野村                         | 中野村                        | 昭和30年1月1日 平戸市                     | 平成17年10月1日 平戸市         | 平戸市   |
| 獅子村               | 獅子村             | 獅子村                  | 獅子村                        | 獅子村                         | 獅子村                        | 昭和30年1月1日 平戸市                     | 平成17年10月1日 平戸市         | 平戸市   |
| 紐差村 宝亀村        | 紐差村             | 紐差村                  | 紐差村                        | 紐差村                         | 紐差村                        | 昭和30年1月1日 平戸市                     | 平成17年10月1日 平戸市         | 平戸市   |
| 中津良村             | 中津良村           | 中津良村                | 中津良村                      | 中津良村                       | 中津良村                      | 昭和30年1月1日 平戸市                     | 平成17年10月1日 平戸市         | 平戸市   |
| 古田村 前津吉村      | 津吉村             | 津吉村                  | 津吉村                        | 津吉村                         | 津吉村                        | 昭和30年1月1日 平戸市                     | 平成17年10月1日 平戸市         | 平戸市   |
| 浦志々伎村           | 志々伎村           | 志々伎村                | 志々伎村                      | 志々伎村                       | 志々伎村                      | 昭和30年1月1日 平戸市                     | 平成17年10月1日 平戸市         | 平戸市   |
| 生属村 山田村        | 生月村             | 生月村                  | 昭和15年4月17日 町制          | 昭和15年4月17日 町制           | 生月町                        | 生月町                                    | 平成17年10月1日 平戸市         | 平戸市   |
| 的山村 大島村        | 大島村             | 大島村                  | 大島村                        | 大島村                         | 大島村                        | 大島村                                    | 平成17年10月1日 平戸市         | 平戸市   |
| 田平村               | 田平村             | 田平村                  | 田平村                        | 田平村                         | 昭和29年4月1日 田平町         | 田平町 昭和30年4月15日 一部を江迎町に編入 | 平成17年10月1日 平戸市         | 平戸市   |
| 小手田村 下寺村      | 南田平村           | 南田平村                | 南田平村                      | 南田平村                       | 昭和29年4月1日 田平町         | 田平町 昭和30年4月15日 一部を江迎町に編入 | 平成17年10月1日 平戸市         | 平戸市   |
| 志佐村               | 志佐村             | 大正10年11月1日 町制    | 志佐町                        | 志佐町                         | 昭和29年4月1日 志佐町         | 昭和30年3月31日 松浦市                    | 平成18年1月1日 松浦市          | 松浦市   |
| 高野村 横辺田村      | 上志佐村           | 上志佐村                | 上志佐村                      | 上志佐村                       | 昭和29年4月1日 志佐町         | 昭和30年3月31日 松浦市                    | 平成18年1月1日 松浦市          | 松浦市   |
| 御厨村 大崎村 田代村 | 御厨村             | 御厨村                  | 昭和16年1月1日 新御厨町       | 昭和16年1月1日 新御厨町        | 新御厨町                      | 昭和30年3月31日 松浦市                    | 平成18年1月1日 松浦市          | 松浦市   |
| 星鹿村               | 星鹿村             | 星鹿村                  | 昭和16年1月1日 新御厨町       | 昭和16年1月1日 新御厨町        | 新御厨町                      | 昭和30年3月31日 松浦市                    | 平成18年1月1日 松浦市          | 松浦市   |
| 調川村               | 調川村             | 調川村                  | 調川村                        | 調川村                         | 昭和24年1月1日 町制 調川町    | 昭和30年3月31日 松浦市                    | 平成18年1月1日 松浦市          | 松浦市   |
| 今福村               | 今福村             | 今福村                  | 昭和4年4月1日 町制            | 昭和4年4月1日 町制             | 今福町                        | 昭和30年4月15日 松浦市に編入              | 平成18年1月1日 松浦市          | 松浦市   |
| 福島村               | 福島村             | 福島村                  | 福島村                        | 福島村                         | 昭和26年12月1日 町制          | 福島町                                    | 平成18年1月1日 松浦市          | 松浦市   |
| 鷹島村               | 鷹島村             | 鷹島村                  | 鷹島村                        | 鷹島村                         | 鷹島村                        | 昭和50年1月1日 町制 鷹島町                | 平成18年1月1日 松浦市          | 松浦市   |
| 市瀬村 佐々村        | 佐々村             | 佐々村                  | 昭和16年1月1日 町制           | 昭和16年1月1日 町制            | 佐々町                        | 佐々町                                    | 佐々町                         | 佐々町   |
| 笛吹村               | 笛吹村             | 大正15年4月1日 小値賀村 | 昭和15年2月11日 町制          | 昭和15年2月11日 町制           | 小値賀町                      | 小値賀町                                  | 小値賀町                       | 小値賀町 |
| 柳村                 | 柳村               | 大正15年4月1日 小値賀村 | 昭和15年2月11日 町制          | 昭和15年2月11日 町制           | 小値賀町                      | 小値賀町                                  | 小値賀町                       | 小値賀町 |
| 前方村               | 前方村             | 大正15年4月1日 小値賀村 | 昭和15年2月11日 町制          | 昭和15年2月11日 町制           | 小値賀町                      | 小値賀町                                  | 小値賀町                       | 小値賀町 |
| 新田村 山口村        | 山口村             | 山口村                  | 昭和5年4月3日 町制改称 相浦町 | 昭和13年4月1日 佐世保市に編入  | 佐世保市                      | 佐世保市                                  | 佐世保市                       | 佐世保市 |
| 大野村               | 大野村             | 大野村                  | 昭和15年4月17日 町制 大野町   | 昭和17年5月27日 佐世保市に編入 | 佐世保市                      | 佐世保市                                  | 佐世保市                       | 佐世保市 |
| 中里村               | 中里村             | 中里村                  | 中里村                        | 昭和17年5月27日 佐世保市に編入 | 佐世保市                      | 佐世保市                                  | 佐世保市                       | 佐世保市 |
| 皆瀬村               | 皆瀬村             | 皆瀬村                  | 皆瀬村                        | 昭和17年5月27日 佐世保市に編入 | 佐世保市                      | 佐世保市                                  | 佐世保市                       | 佐世保市 |
| 黒島村               | 黒島村             | 黒島村                  | 黒島村                        | 黒島村                         | 昭和29年4月1日 佐世保市に編入 | 佐世保市                                  | 佐世保市                       | 佐世保市 |
| 里美村 柚木村        | 柚木村             | 柚木村                  | 柚木村                        | 柚木村                         | 昭和29年4月1日 佐世保市に編入 | 佐世保市                                  | 佐世保市                       | 佐世保市 |
| 世知原村             | 世知原村           | 世知原村                | 昭和15年11月3日 町制          | 昭和15年11月3日 町制           | 世知原町                      | 世知原町                                  | 平成17年4月1日 佐世保市に編入  | 佐世保市 |
| 福井村 吉田村        | 吉井村             | 吉井村                  | 吉井村                        | 吉井村                         | 昭和26年12月1日 町制          | 吉井町                                    | 平成17年4月1日 佐世保市に編入  | 佐世保市 |
| 小佐々村             | 小佐々村           | 小佐々村                | 小佐々村                      | 小佐々村                       | 昭和25年5月3日 町制           | 小佐々町                                  | 平成18年3月31日 佐世保市に編入 | 佐世保市 |
| 平村                 | 平村               | 平村                    | 平村                          | 平村                           | 昭和24年8月1日 町制 平町      | 昭和30年4月1日 宇久町                     | 平成18年3月31日 佐世保市に編入 | 佐世保市 |
| 神浦村               | 神浦村             | 神浦村                  | 神浦村                        | 神浦村                         | 神浦村                        | 昭和30年4月1日 宇久町                     | 平成18年3月31日 佐世保市に編入 | 佐世保市 |
| 猪調村 長坂村        | 江迎村             | 江迎村                  | 昭和15年4月1日 町制           | 昭和15年4月1日 町制            | 江迎町                        | 江迎町 昭和30年4月15日 田平町の一部を編入 | 平成22年3月31日 佐世保市に編入 | 佐世保市 |
| 鹿町村               | 鹿町村（ししまち） | 鹿町村                  | 鹿町村                        | 鹿町村                         | 昭和22年10月1日 町制          | 昭和33年10月1日 改称 鹿町町（しかまち）   | 平成22年3月31日 佐世保市に編入 | 佐世保市 |

## 行政
歴代郡長
| 代 | 氏名 | 就任年月日                 | 退任年月日                | 備考                   |
| -- | ---- | -------------------------- | ------------------------- | ---------------------- |
| 1  |      | 明治11年（1878年）10月28日 |                           |                        |
|    |      |                            | 大正15年（1926年）6月30日 | 郡役所廃止により、廃官 |